# 金城里 (臺中市)
金城里，位於臺中市大里區南側。

## 里名由來
以「塗城」之「城」字，另加雅字「金」，定名為「金城」。

## 地理
金城里面積0.7008平方公里，劃分為46鄰。本里東側及南側為瑞城瓖繞，西隔中興路鄰東湖，北為仁德里。

## 行政區劃沿革
金城里於清代時隸屬藍興堡土城莊；明治34年（1901年）時，改隸臺中廳太平區塗城庄，至大正9年（1920年）則隨行政區調整，隸屬大屯郡大里庄塗城大字。二次大戰結束後，國民政府接收臺灣，以原塗城大字範圍置塗城村，隸屬臺中縣大里鄉。民國65年（1976年）析塗城村置金城村。民國82年（1993年）大里鄉升格為縣轄市大里市，隨之改制為金城里。

## 交通
主要道路
- 中興路一段
- 塗城路
- 成功路
- 慈善路
- 慈德路
- 向學路

臺中市市區公車
| 市區公車編號 | 業者     | 營運區間                     | 備註                                             |
| 50           | 統聯客運 | 新民高中－921地震教育園區    | 經大里區圖書館、中興大學、台中女中、台中一中     |
| 53           | 統聯客運 | 太原車站－省議會             | 經大里區圖書館、興大附中、中山醫學大學、文華高中 |
| 53區         | 統聯客運 | 文心森林公園－省議會         | 經大里區圖書館、興大附中、中山醫學大學           |
| 100          | 台中客運 | 豐原－亞洲大學               | 經兒童藝術館、大里區圖書館                       |
| 100副        | 台中客運 | 豐原－亞洲大學               | 經兒童藝術館、大里區圖書館                       |
| 107          | 台中客運 | 黎明新村－舊正（烏溪橋頭）   | 固定班次                                         |
| 108          | 台中客運 | 港尾－草屯                   | 經亞洲大學、兒童藝術館、大里區圖書館，固定班次   |
| 131          | 台中客運 | 北屯區行政大樓－朝陽科技大學 | 經塗城路、竹仔坑，固定班次                       |
| 132          | 台中客運 | 北屯區行政大樓－朝陽科技大學 | 經吉峰路、大里區圖書館，固定班次                 |

### 書籍
- 《臺灣地名辭書》卷十二《臺中縣》第二冊，第28-29頁

### 外部連結
- 臺中市大里區公所 沿革